# Marvin Mandel
Marvin Mandel (19 de abril de 1920  - El 30 de agosto de 2015) fue un político y abogado estadounidense que se desempeñó como el 56.º Gobernador de Maryland desde el 7 de enero de 1969 hasta el 17 de enero de 1979, incluido un período de año y medio cuando el Vicegobernador Blair Lee III se desempeñó como Gobernador interino del estado en lugar de Mandel desde junio de 1977 hasta el 15 de enero de 1979. Fue miembro del Partido Demócrata, así como el primer gobernador judío de Maryland, y hasta la fecha solo.
Antes de convertirse en gobernador del estado, Mandel había sido presidente de la Cámara de Delegados de Maryland desde 1964 hasta 1969 y delegado desde 1952. 
Mandel fue elegido como gobernador de Maryland el 7 de enero de 1969 por el voto conjunto de ambas cámaras de la Asamblea General de Maryland debido a la vacante que se avecina en la elección de Spiro T. Agnew, el gobernador titular, como vicepresidente de los Estados Unidos., ya que no había un teniente gobernador para suceder a la gobernación, como en la mayoría de los otros estados. Tal oficina fue creada por enmienda en 1970.

## Primeros años
Mandel nació y se crio en una familia judía en Baltimore y asistió a las Escuelas Públicas de la Ciudad de Baltimore, se graduó en el Baltimore City College, que era una institución masculina de toda la ciudad que sirvió como modelo temprano de preparación universitaria, "imán" especializado Escuela que se desarrolló y se hizo popular en la educación pública estadounidense cuarenta años después. Mandel recibió una licenciatura en artes de la Universidad de Maryland en College Park en 1939 y una licenciatura en derecho de la Facultad de Derecho de la Universidad de Maryland en 1942, también recibió un premio honorífico por su participación en una escuela caso de honor de la corte de práctica.

## Carrera política
Mandel fue elegido por primera vez para un cargo público en la Cámara de Delegados de Maryland en 1952, en representación del noroeste de la ciudad de Baltimore. Mandel sirvió varios términos a lo largo de los tumultuosos eventos y políticas urbanas de los años 50 y principios de los 60 cuando los derechos civiles estaban en manos del estado, y finalmente fue elegido presidente de la Cámara de Delegados en enero de 1963 y ocupó ese cargo hasta enero de 1969. El presidente Mandel fue elegido primer gobernador y luego juramentado por los miembros legislativos de ambas cámaras en una sesión conjunta de la Asamblea General en enero de 1969, tras la renuncia del Gobernador Agnew, quien asumió el cargo de Vicepresidente más tarde ese mes. En su breve discurso inaugural ante los legisladores, pronosticó su método y actitud hacia los poderes de su oficina, dejando de lado la forma inusual e indirecta en que llegó a la oficina ejecutiva y la idea de servir como un "gobernador en funciones", desde la antigua partido opositor, diciendo: "No se equivoquen al respecto, ¡tenemos la intención de gobernar!" . Después de cumplir 23 meses (casi dos años del mandato Agnew sin terminar), fue elegido por el cuerpo de votantes de todo el estado de Maryland en una elección especial de gobernador para un mandato completo de cuatro años en noviembre de 1970, y fue reelegido en un Elecciones estatales regulares en noviembre de 1974. 

### Gobernador
La administración ejecutiva de Mandel fue notable por muchas razones. Mientras era gobernador, se reorganizó la rama ejecutiva del gobierno estatal de Maryland, combinando el reciente crecimiento en el siglo XX de comisiones, juntas, oficinas, oficinas y agencias en doce departamentos encabezados por secretarios supervisores con varios niveles administrativos en cada departamento ejecutivo. Cada secretario y sus asistentes y diputados informaron directamente al gobernador y al jefe de personal, lo que refleja la actual presidencia federal estadounidense y el sistema de gabinete presidencial . 
Además, el sistema de tránsito masivo de Maryland se estableció y fomentó bajo Mandel, promulgando planes iniciados en 1969 para el establecimiento de dos redes de metro urbano. La primera red ferroviaria fue para el área metropolitana de Baltimore (la ciudad de Baltimore y sus dos condados suburbanos adyacentes del condado de Baltimore y el condado de Anne Arundel ), y la segunda fue para el área de la Capital Nacional de Washington D. C. (que comprende varios condados del norte de Virginia, y los condados suburbanos de Maryland de los condados de Montgomery y Prince George . 
Se llevó a cabo una iniciativa del programa de construcción de escuelas públicas en todo el estado para la Ciudad de Baltimore y los 23 condados de Maryland para que el Estado la equiparara y financiara en su totalidad, mientras Mandel era gobernador. En consecuencia, los estudiantes de kindergarten o primer grado comenzarían su educación pública hasta la escuela secundaria con edificios, suministros y maestros igualmente adecuados. 
La reorganización y estructura del departamento ejecutivo adicional simplificó el gobierno estatal. Aunque fue rechazado por los votantes del estado en un referéndum de 1968 (debido a varias grandes propuestas controvertidas), muchas de las otras disposiciones y reorganizaciones generalmente más aceptables de la propuesta fueron aprobadas más allá de la legislatura por la nueva administración de Mandel y promulgadas como ley y política Los votantes en varias elecciones especiales / referendos y los edictos de las administraciones Mandel y más tarde Hughes y Schaefer . Esto incluía el sistema estatal de tribunales de cuatro niveles reorganizado. 
Otras organizaciones administrativas y eficiencias similares se reflejaron en los otros departamentos, ya que se crearon y tomaron forma con las "administraciones", autoridades "y" oficinas "dispuestas debajo de los secretarios de estado en el nuevo gabinete del gobernador, incluidos los departamentos más nuevos sin precedentes, tales como el medio ambiente, servicios generales, seguridad pública y servicios correccionales, y recursos naturales. 
La idea de Mandel de hacer crecer el negocio de Maryland y crear más empleos fue atraer a las compañías extranjeras existentes al estado. En 1972, Mandel seleccionó a Philip Kapneck, un empresario local, para iniciar los esfuerzos de Negocios Internacionales de Maryland abriendo una oficina en Bruselas, Bélgica. En 1974, Mandel nombró a Kapneck como Embajador de Comercio de Maryland. La iniciativa de Mandel fue tan exitosa que durante los siguientes 40 años, su Embajador de Comercio atrajo a cientos de negocios, creando más de cien mil empleos.

## Controversia legal
Mandel fue condenado en 1977 junto con cinco coacusados por fraude de correo y extorsión. Los cargos se derivaron de lo que los fiscales dijeron que era un esquema complicado en el que Mandel recibió dinero y favores por vetar un proyecto de ley y firmar otro para ayudar a sus amigos a ganar dinero en un trato de pista de carreras. El 4 de junio de 1977, notificó al teniente gobernador Blair Lee III que Lee tendría que servir como "gobernador interino de Maryland" hasta nuevo aviso. Lee continuó desempeñándose como "Gobernador interino" hasta el 15 de enero de 1979, cuando Mandel rescindió su carta en la que designaba a Lee como "Director Ejecutivo interino" (solo dos días antes de la finalización de su segundo mandato completo) sobre la base de su anterior condena legal anulada. y las opiniones legales neutrales sobre el estado de su caso de apelación, de que el gobernador ahora era elegible para volver a asumir los poderes de su oficina previamente delegada a Lee, incluso en esa fecha tardía. 
Mandel ya había cumplido diecinueve meses de su sentencia original en el campo de prisioneros federales de baja seguridad en la Base de la Fuerza Aérea Eglin, en Florida, antes de que el presidente Ronald Reagan conmutara su sentencia en 1981. 
Basado en el razonamiento de una opinión de la Corte Suprema de los Estados Unidos, un juez de la Corte de Distrito de los Estados Unidos anuló la condena del exgobernador en 1987. Un año después de eso, el Tribunal de Apelaciones del Cuarto Circuito de los Estados Unidos confirmó la decisión final y puso fin a la larga saga legal y política.
Además, en 1980, el asistente administrativo de Mandel, Maurice R. Wyatt, el Juez del Tribunal de Distrito de Maryland, Allen B. Spector, y el director del Departamento de Salud del Estado, Donald H. Noren fueron juzgados y condenados por el juez James MacGill por cargos de soborno relacionados con los pagos por la tierra. Desarrollo y moratorias de instalación de fosas sépticas. Aunque no está conectado con el gobierno. La integridad personal y la administración de Mandel, estos juicios y convicciones adicionales ponen en evidencia un historial abrumador de logros positivos en Maryland durante los años de Mandel.
El retrato oficial de gobernador de Mandel no se colgó en la Sala de Recepción del gobernador de la Casa del Estado de Maryland, la histórica capital del estado, con los ocupantes más recientes de la oficina, hasta 1993, catorce años después de haber dejado la presidencia ejecutiva y dos administraciones habían intervenido.

## Vida personal
Mandel se casó con la ex Barbara Oberfeld (su primera esposa) el 8 de junio de 1941, a los 22 años y luego tuvo dos hijos, Gary y Ellen. Mandel anunció a través de su oficina de prensa el 3 de julio de 1973, que dejaría a su esposa por 32 años para casarse con la mujer que amaba, Jeanne Blackistone Dorsey . En 1974, luego de mudarse temporalmente de la mansión del gobernador a un pequeño departamento de Annapolis y separarse de su primera esposa, Mandel más tarde obtuvo un decreto de divorcio de Barbara, quien permaneció en la mansión e intentó seguir actuando como "Primera Dama". y mantener una vida doméstica. Luego de finalmente llegar a un acuerdo legal y doméstico, la primera Sra. Mandel se fue y se mudó a sus habitaciones. A partir de entonces, el gobernador pronto se casó con Dorsey, quien de vez en cuando se divertía y realizaba algunas funciones oficiales como "Primera Dama" del Estado en la posterior administración de Mandel. La segunda señora Mandel murió el 6 de octubre de 2001, después de 27 años de matrimonio con el Sr. Mandel. 
Mandel vivió brevemente en Arnold, Maryland, y vivió y practicó leyes en Annapolis . 
Mandel se desempeñó como presidente de la Comisión del Gobernador sobre la Estructura y Eficiencia del Gobierno del Estado a partir de 2003. También fue miembro de la Junta de Regentes para el Sistema Universitario de Maryland desde 2003 hasta 2009.
Mandel murió el 30 de agosto de 2015 a la edad de 95 años en Compton, Maryland . En una edición de otoño de 2017 de la revista de su escuela de derecho, se informó que Mandel había ingresado en el Centro de la Comunidad Judía del Gran Salón de la Fama de Baltimore.